# Мікадо білошиїй
Мікадо білошиїй (Syrmaticus ellioti) — вид куроподібних птахів родини фазанових (Phasianidae). Ендемік Китаю. Вид названий на честь американського орнітолога Даніеля Жиро Елліота.

## Опис
Довжина самця становить 80 см, самиці 50 см. У самців верня частина тіла і груди каштанові, горло чорне, потилиця і шия з боків біла, живіт білий, на крилах білі смуги. Шкіра на обличчі гола, червона. Хвіст довгий, смугастий, каштаново-білий. Самиці мають переважно рудувато-коричневе забарвлення, горло у них чорнувате, живіт білий, хвіст менш смугастий.

## Поширення і екологія
Білошиї мікадо мешкають на південному сході Китаю, в провінціях Гуйчжоу, Хубей, Аньхой, Чжецзян, Фуцзянь, Цзянсі, Хунань, Гуансі і Гуандун. Вони живуть в субтропічних вічнозелених лісах, на висоті від 200 до 1900 м над рівнем моря. Живляться насінням, листям і ягодами.

## Збереження
МСОП класифікує стан збереження цього виду як близький до загрозливого. Білошиїм мікадо може загрожувати знищення природного середовища. Цей вид занесений в Додаток I СІТЕС.